# Pennahia macrocephalus
Pennahia macrocephalus es una especie de pez de la familia Sciaenidae en el orden de los Perciformes.

## Morfología
• Los machos pueden llegar alcanzar los 23 cm de longitud total.

## Alimentación
Come invertebrados pequeños y peces hueso

## Hábitat
Es un pez de mar de clima tropical y demersal que vive hasta los 100 m de profundidad.

## Distribución geográfica
Se encuentra desde Taiwán hasta el sur de la China, Sarawak, el extremo oriental de la Península de Malaca y el sur de la isla de Java.

## Observaciones
Es inofensivo para los humanos.